# Sihunchén (Abalá)
Sihunchén es una localidad ubicada en el municipio de Abalá del estado mexicano de Yucatán y se encuentra en la Región 8 o Sur Poniente del mismo estado. Tiene una altitud promedio de 12 m s. n. m. y se localiza al sur de la ciudad capital del estado, la ciudad de Mérida.

## Toponimia
Sihunchén significa en idioma maya "donación de un pozo".

## Demografía
Según el censo de 2005 realizado por el INEGI, la población de la localidad era de 336 habitantes, de los cuales 174 eran hombres y 162 eran mujeres.
| 141                         | 201 | 106 | 176 | 196 | 205 | 248 | 284 | 296 | 249 | 280 | 294 | 336 |
| (Fuente: INEGI [Consultar]) |     |     |     |     |     |     |     |     |     |     |     |     |

## Galería

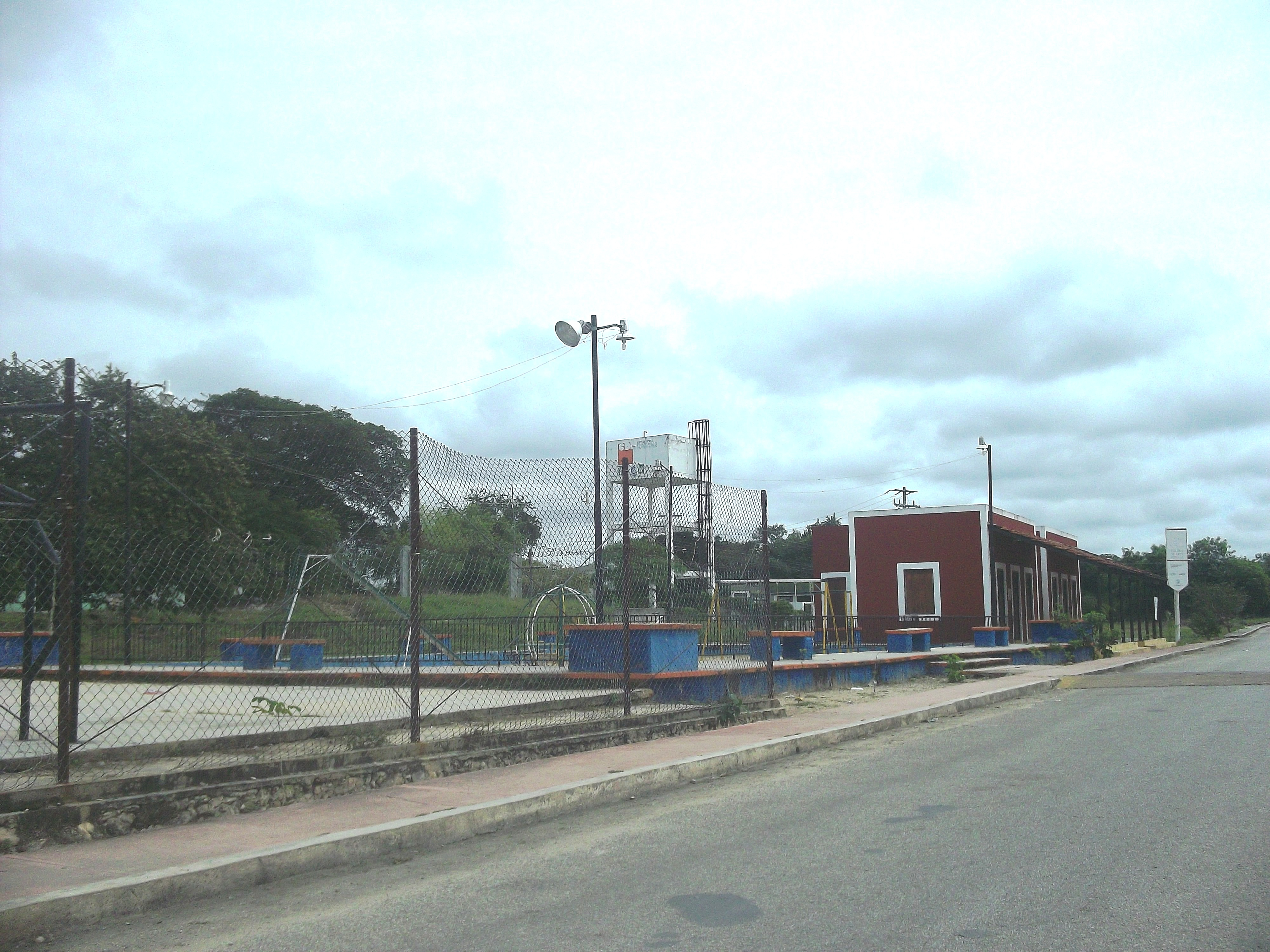
Parque principal.
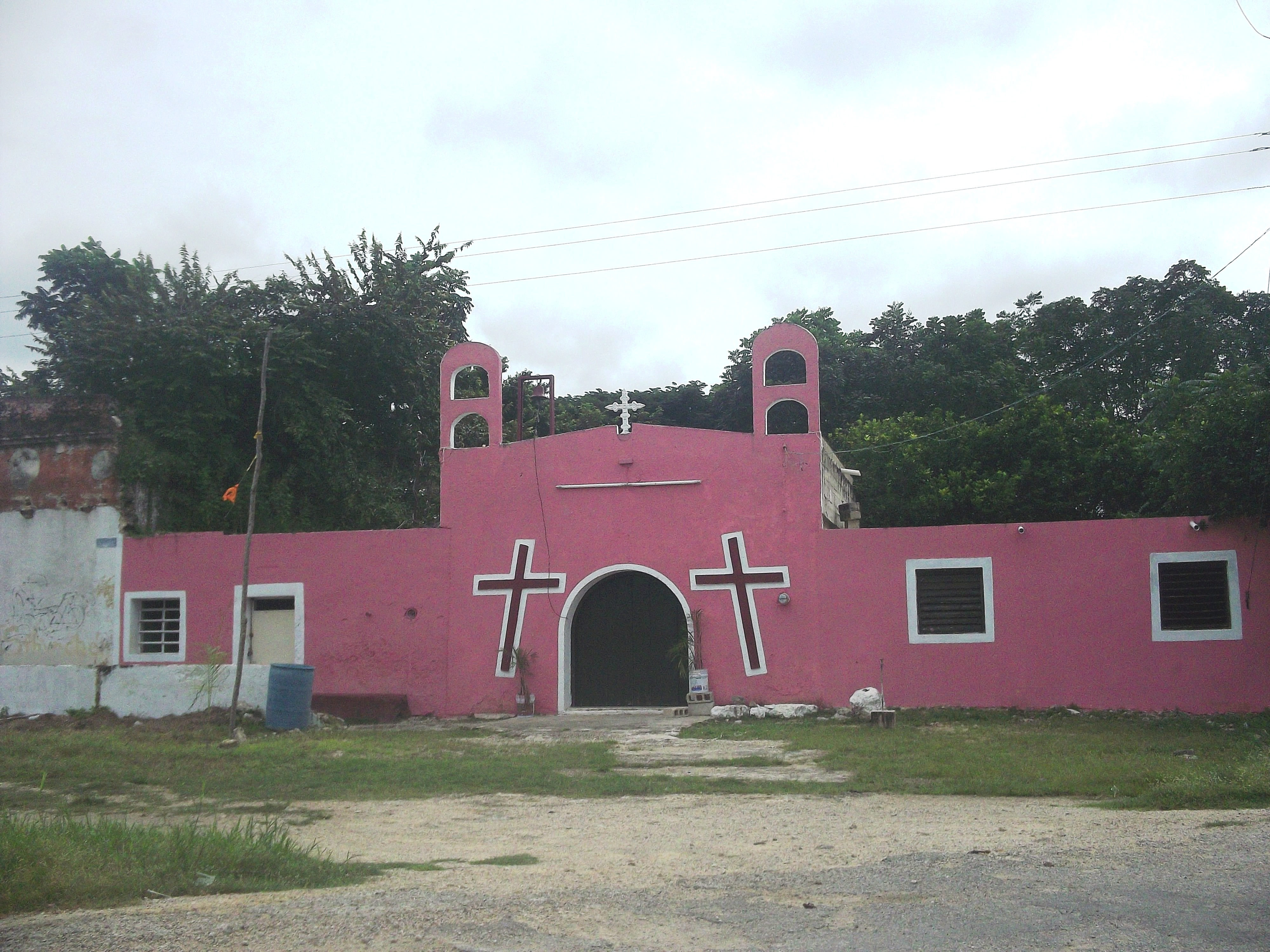
Iglesia.
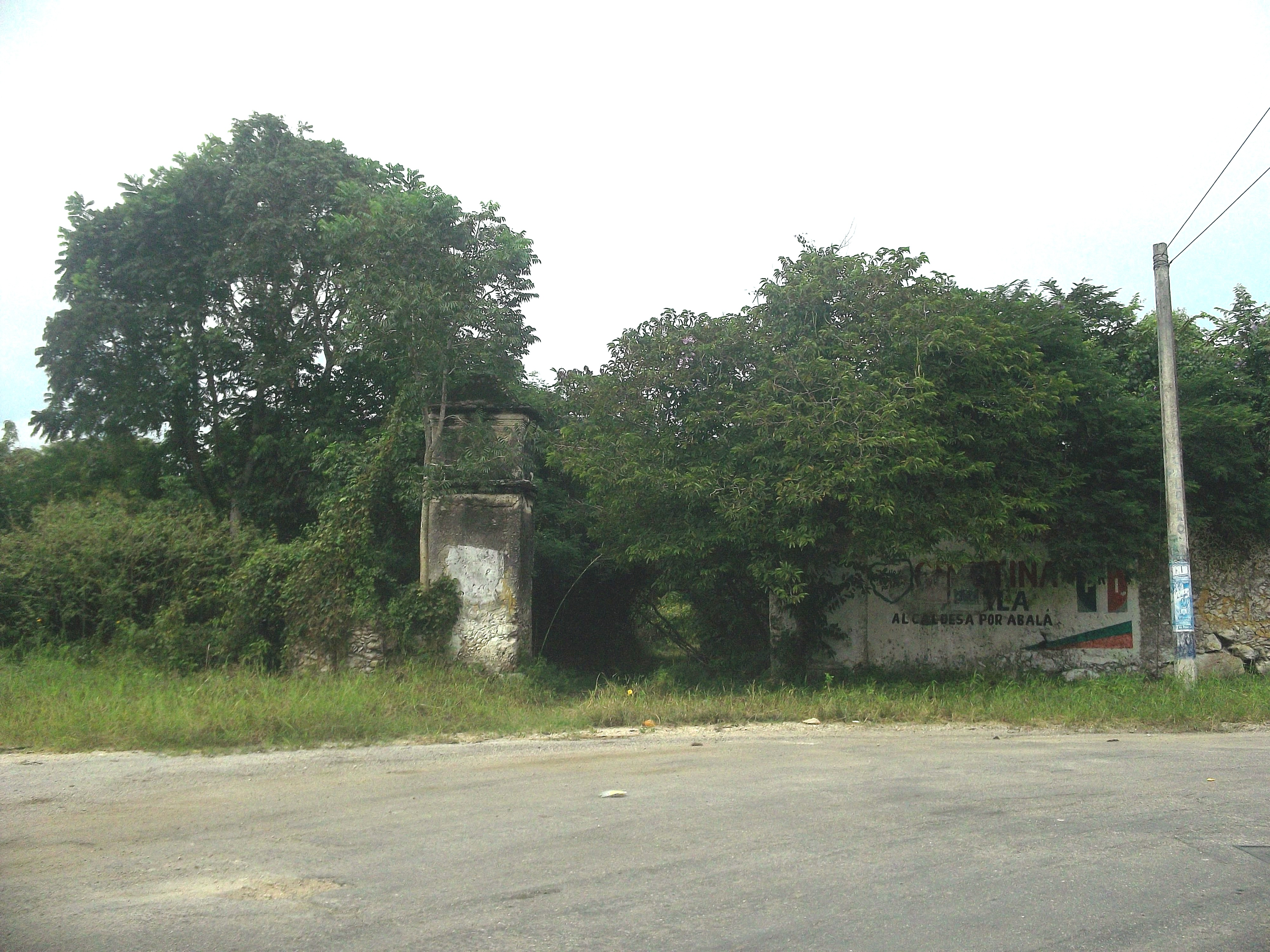
Hacienda.
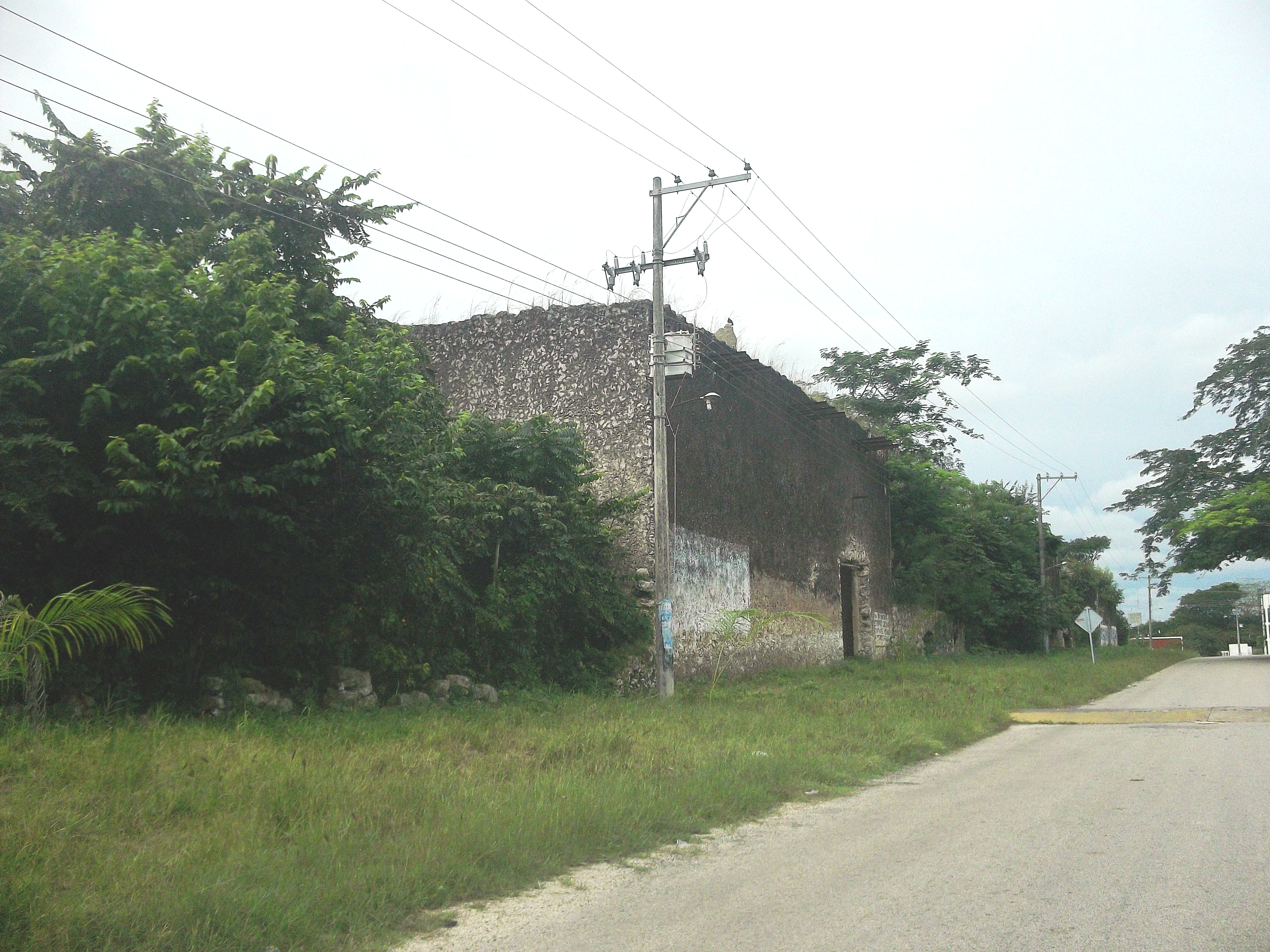
Hacienda.
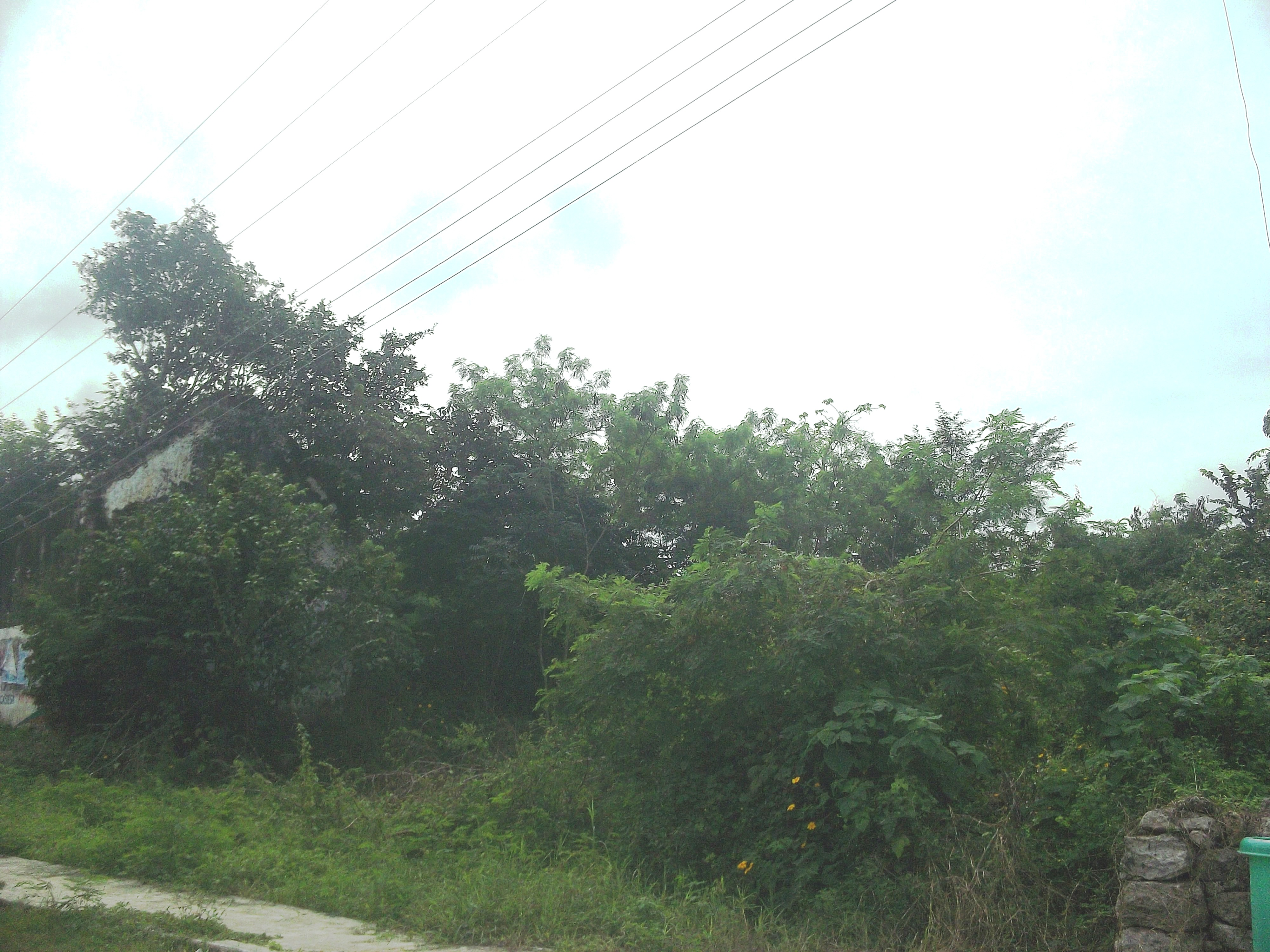
Hacienda.